# Доміна (телесеріал)
«Доміна» (Domina) — британсько-італійський історичний драматичний телесеріал, створений і в основному написаний Саймоном Берком для телеканалу Sky Atlantic. У головній ролі знялася Кася Смутняк у ролі Лівії Друзілли. Автор телесеріалу зображує боротьбу за владу в Стародавньому Римі з жіночої точки зору.  Прем'єра телесеріалу відбулася 14 травня 2021 року в Італії та Великій Британії. Другий сезон зняв телеканал MGM+, а його прем'єра відбулася 9 липня 2023 року в Сполучених Штатах.

## Акторський склад

### Головні ролі
| Актор               | Роль                                    |
| ------------------- | --------------------------------------- |
| Кася Смутняк        | Лівія Друзілла                          |
| Надія Паркс         | юна Лівія                               |
| Меттью Макналті     | Гай, імператорське ім'я Октавіан Август |
| Том Ґлінн-Карні     | юний Гай                                |
| Бен Батт            | Марк Віпсаній Агріппа                   |
| Крістін Боттомлі    | Скрибонія                               |
| Колетт Далал Чанчо  | Антігона                                |
| Клер Форлані        | Октавія Молодша                         |
| Енцо Чіленті        | Тиберій Клавдій Нерон Старший           |
| Пітер Кемпіон       | Марк Лівій Друз Лібон                   |
| Даррелл Д'Сільва    | Гней Кальпурній Пізон                   |
| Том Форбс           | Секст Помпей                            |
| Ліам Гарріген       | Марк Антоній                            |
| Ліам Каннінгем      | Марк Лівій Друз Клавдіан                |
| Алекс Ланіпекун     | Тихо                                    |
| Ізабелла Росселліні | Балбіна                                 |
| Фінн Беннетт        | Марк Клавдій Марцелл (понтифік)         |
| Юсеф Керкур         | Гай Цільній Меценат                     |
| Лія О'Прей          | Юлія Старша                             |
| Девід Евері         | Луцій Доміцій Агенобарб                 |
| Бенджамін Айзек     | Тиберій                                 |
| Ерл Кейв            | юний Тиберій                            |
| Джоель              | Віпсанія Агрипина                       |
| Александра Моен     | Турія                                   |

### Другорядні
| Актор                | Роль                        |
| -------------------- | --------------------------- |
| Лекс Шрапнел         | Марк Ліциній Красс          |
| Ентоні Барклі        | Марк Валерій Корвін Мессала |
| Юен Горрокс          | Децим Клавдій Друз          |
| Олівер Денч          | Юл Антоній                  |
| Алаїс Лоусон         | Клавдія Марцелла Старша     |
| Мія Дженкінс         | Урса                        |
| Емма Каннінг         | Антонія Старша              |
| Ізабель Конноллі     | Антонія Молодша             |
| Елліот Барнс-Воррелл | Вілбія                      |

### Гості
| Актор                | Роль              |
| -------------------- | ----------------- |
| Алана Боден          | Порсія            |
| Деніел Кальтаджіроне | Марк Емілій Лепід |
| Браян Маккарді       | Цицерон           |
| Джерард Монако       | Дацій             |
| Емілі Беван          | Ереннія           |
| Грег Гікс            | Аспренас          |
| Ентоні Калф          | Сабінус           |
| Джудітта Нікколі     | Альфідія          |